# ایهاب ابراهیم حسین
ایهاب ابراهیم حسین (انگلیسی: Ihab Ibrahim Hussein؛ زادهٔ ۸ ژانویهٔ ۱۹۵۱) بازیکن والیبال اهل مصر بود.